# Centrogone
Centrogone là một chi bướm đêm thuộc họ Noctuidae.